# SN 2005bv
SN 2005bv – supernowa typu Ia odkryta 20 kwietnia 2005 roku w galaktyce A142407+2617. W momencie odkrycia miała maksymalną jasność 16,50m.